# NGC 5018
NGC 5018 هي مجرة تتبع كوكبة العذراء. اكتشفها ويليام هيرشل في 8 أبريل 1788.

## روابط خارجية
- NGC 5018 على موقع ويكي سكاي: DSS2, SDSS, GALEX, IRAS, Hydrogen α, X-Ray, Astrophoto, Sky Map, Articles and images